# Въстание срещу Муса
Въстанието срещу Муса Челеби избухва през април 1412 година в земите на Североизточна България.
Потушено е от османците и завършва с разрушаването на крепостта Овчага в Източна Стара планина. Довежда до принудително разселване на българско население, което се е включило в него.

## Предпоставки
В началото на XV век османската държава преживява дълбока криза, чийто политически израз е дългата междуособна война за владетелския трон между трима сина на Баязид.
Най-малкият син на османския владетел Баязид I, Муса Челеби е пленен от Тимур в битката при Ангора през 1402, но е предаден на брат му Мехмед Челеби в Бурса. Там Муса също живее като пленник до 1409, когато Мехмед се споразумява с влашкия войвода Мирчо Стари и изпраща брат си във Влашко. Оттам Муса трябва с помощта на сръбските властели Вук Лазаревич и Стефан Лазаревич да нападне в гръб брат им Сюлейман Челеби, който е установил контрол върху османското наследство западно от Анкара.
Походът на Муса започва с успехи при Ямбол и Галиполи, но на 15 юни 1409 е спрян с поражение при Космидион, довело до временното му изоставяне от сръбските съюзници. През следващите две години сблъсъците между Муса и Сюлейман продължават между Пловдив, Станимака, Ямбол и Одрин, след като видни военачалници като Евренос преминават на страната на Муса. Сюлейман е убит, докато се опитва да избяга в Константинопол, а Муса успява да установи контрол над всички османски владения на Балканите и влиза в открит конфликт с Мехмед през 1412 година. Положението на Муса е несигурно и редица османски васали начело със Стефан Лазаревич го изоставят отново и започват военни действия срещу Муса в района на Пирот. Заради опустошенията, които е извършил в Косово и Моравско в периода между 1409 и 1413, Муса е известен в балканския фолклор като Муса Кесиджия (главорез). Военните действия там продължават до смъртта на Муса на 5 юли 1413 край река Искър в местността Чамурлу.